# Fußball-Verbandsliga Bremen (Frauen)
Die Frauen-Verbandsliga Bremen ist die höchste Spielklasse auf dem Gebiet des Bremer Fußball-Verbandes. Seit Einführung der 2. Frauen-Bundesliga zur Saison 2004/05 stellt die Verbandsliga die vierthöchste Spielklasse im deutschen Ligensystem der Frauen dar.
Die Liga hat keine feste Sollgröße. Zur Saison 2024/25 wurde das Ligensystem umgestellt, sodass unter allen Verbands- und Landesligisten zunächst eine gemeinsame einfache Runde ausgespielt wird. Anschließend wird die Liga wieder in Verbandsliga und Landesliga geteilt und jeweils eine weitere einfache Runde gespielt. In den meisten vorherigen Spielzeiten wurde eine reguläre Liga ausgespielt. Der Meister der Verbandsliga qualifiziert sich für die Aufstiegsrelegation zur Regionalliga Nord.

## Teilnehmer der Saison 2024/25
An der Sommerrunde der Verbandsliga nahmen folgende Mannschaften teil:
- Blumenthaler SV
- SC Borgfeld
- ATS Buntentor III
- TV Eiche Horn
- ESC Geestemünde
- FC Union 60 Bremen
- FC Union 60 Bremen II

## Meister
Die folgenden Auflistungen enthalten nur die Meister seit der Saison 2000/01. Die Spielzeiten 2019/20 und 2020/21 wurden aufgrund der COVID-19-Pandemie vorzeitig abgebrochen. 2020 kam dabei eine Quotientenregelung zum Einsatz; 2021 wurde die Saison ohne Auf- und Abstieg annulliert.

### Liste der Meister
- 2000/01: ATS Buntentor[5]
- 2001/02: TV Lehe
- 2002/03: ATS Buntentor
- 2003/04: Polizei SV Bremen
- 2004/05: ATS Buntentor
- 2005/06: Geestemünder SC
- 2006/07: BTS Neustadt
- 2007/08: Werder Bremen
- 2008/09: Werder Bremen II
- 2009/10: Werder Bremen II
- 2010/11: Werder Bremen II
- 2011/12: ATS Buntentor
- 2012/13: ATS Buntentor
- 2013/14: ATS Buntentor
- 2014/15: ATS Buntentor
- 2015/16: TV Eiche Horn
- 2016/17: SC Weyhe
- 2017/18: TuS Schwachhausen
- 2018/19: ATS Buntentor
- 2019/20: ATS Buntentor
- 2020/21: kein Staffelsieger
- 2021/22: TuS Schwachhausen
- 2022/23: Werder Bremen II
- 2023/24: TuS Schwachhausen
- 2024/25: TV Eiche Horn

### Rekordsieger
| Platz | Verein            | Titel | Jahre                                                |
| ----- | ----------------- | ----- | ---------------------------------------------------- |
| 1.    | ATS Buntentor     | 9     | 2001, 2003, 2005, 2012, 2013, 2014, 2015, 2019, 2020 |
| 2.    | Werder Bremen     | 5     | 2008, 2009 (a), 2010 (a), 2011 (a), 2023 (a)         |
| 3.    | TuS Schwachhausen | 3     | 2018, 2022, 2024                                     |
| 4.    | TV Eiche Horn     | 2     | 2016, 2025                                           |
| 5.    | Polizei SV Bremen | 1     | 2004                                                 |
| 5.    | Geestemünder SC   | 1     | 2006                                                 |
| 5.    | TV Lehe           | 1     | 2002                                                 |
| 5.    | BTS Neustadt      | 1     | 2007                                                 |
| 5.    | SC Weyhe          | 1     | 2017                                                 |